# Zoran Grujovski
Zoran Grujovski (* 30. Mai 1975 in Wilhelmshaven) ist ein deutscher Musiker, Keyboarder, Gitarrist, Komponist und Produzent. Er gehörte zur Begleitband Verstärkung von Heinz Rudolf Kunze und ist Bühnen-Musiker bei Udo Lindenberg.

## Leben
Zoran Grujovski war und ist er als Sänger, Pianist und Gitarrist in mehreren Bands tätig, so etwa bei Monkeeman. Auch ist er als Studio- und Live-Musiker aktiv.
Lange Zeit hat er für das Pop-Duo Rosenstolz musiziert. Bei Udo Lindenberg ist er seit einigen Jahren auf der Bühne dabei. Bei Heinz Rudolf Kunze war Grujovski zeitweise als Nachfolger von Jörg Sander nach dessen dauerhaftem Wechsel zu Udo Lindenberg dabei.
In seiner eigenen Band „Autobeat“ ist er Sänger und Songschreiber. Grujovski produziert auch Filmmusik und Musik für das Fernsehen.
Grujovski lebt seit 2000 in Hamburg.
2014 unterstützte Grujovski Heinz Rudolf Kunze bei dessen Projekt: Kunze ersann die Kinderbuch-Figur Quentin Qualle und dessen Meeresfreunde. Die Lieder auf Begleit-CD und Hörbuch stammen von Heinz Rudolf Kunze, Jens Carstens und Zoran Grujovski, die auch von Carstens und Grujovski produziert wurden.